# 가짜조코
가짜조코 또는 다우리아소경쥐(Myospalax aspalax)는 소경쥐과에 속하는 설치류의 일종이다. 몽골과 중국 그리고 러시아에서 발견된다.

## 특징
꼬리 길이 4.8~6.9cm를 제외한 몸길이가 14~23.3cm이고 몸무게가 225~422g이다. 등 쪽 털은 대체로 회색과 노랑이지만 갈색조를 띠기도 한다. 일부는 이마에 한 곳 또는 그 이상의 흰 반점을 갖고 있다. 입술도 희다. 배 쪽은 연한 회색털로 덮여 있다.

## 생태
근연종들처럼 가짜조코는 계절에 따라 땅 아래에 다소 복잡한 굴을 판다. 여름에 굴 가장 깊은 부분이 지표면에서 3-~50cm 아래에 있고, 겨울철에는 굴 속의 각 방의 깊이가 2m까지 될 수 있다. 두더지처럼 지름이 50~70cm인 흙무더기의 두 출구 사이의 거리가 1~3m 정도이다. 짝짓기철이 아니면 굴 속에서 혼자 산다. 5월 또는 6월 짝짓기를 위해 소경쥐는 수컷 굴에서 암컷 굴로 이동하는 굴을 판다. 약 한 달 후에 암컷은 최대 5마리의 새끼를 낳는다. 새끼는 가을까지 어미의 굴 속에 머물고 몸길이가 약 15cm 정도가 될 때 굴을 떠난다. 먹이는 주로 뿌리와 녹색 식물로 이루어져 있다. 굴의 각 방에 저장되는 먹이는 최대 9kg에 이른다.

## 분포 및 서식지
다우리아소경쥐는 크게 아시아 두 군데 지역에서 발견된다. 하나는 아시아 북동부 지역이고, 나머지는 몽골 북동부와 러시아 인근 지대이다. 서식지는 초식식물이 풍부한 스텝지대와 강둑의 풀밭, 숲 가장자리 지역, 농경지 등 다양하다.